# Cowichania interstitialis
Cowichania interstitialis är en kvalsterart som beskrevs av Smith 1981. Cowichania interstitialis ingår i släktet Cowichania och familjen Hydryphantidae. Inga underarter finns listade i Catalogue of Life.